# Romulus (satelit)
Romulus este satelitul exterior și mai mare al asteroidului 87 Sylvia din centura principală. Urmează o orbită aproape circulară și aproape ecuatorială în jurul asteroidului. În acest sens, este similar cu celălalt satelit sylvian Remus.

## Descoperire și numire
Romulus a fost descoperit în februarie 2001 de la telescopul Keck II de Michael E. Brown și Jean-Luc Margot⁠(d). Denumirea sa completă este (87) Sylvia I Romulus; înainte de a-și primi numele, era cunoscut sub numele de S/2001 (87) 1. Satelitul poartă numele lui Romulus, întemeietorul mitologic al Romei, unul dintre gemenii lui Rhea Silvia crescuți de o lupoaică.

## Caracteristici
87 Sylvia are o densitate scăzută, ceea ce indică faptul că este probabil o grămadă de moloz formată atunci când resturi de la o coliziune între corpul său părinte și un alt asteroid s-au reacretat gravitațional. Prin urmare, este posibil ca atât Romulus, cât și Remus, al doilea dintre sateliții Sylviei, să fie grămezi de moloz mai mici care s-au acumulat pe orbită în jurul corpului principal din resturile aceleiași coliziuni. În acest caz, albedo-ul și densitatea lor sunt de așteptat să fie similare cu cele ale Sylviei.
Se așteaptă ca orbita lui Romulus să fie destul de stabilă – se află adânc în interiorul sferei Hill a Sylviei (aproximativ 1/50 din raza Hill a Sylviei), dar și în afara orbitei sincrone.
De pe suprafața lui Romulus, Sylvia ocupă o regiune unghiulară de 16°×10°, în timp ce dimensiunea aparentă a lui Remus variază între 0,62° și 0,19° (pentru comparație, Luna Pământului are o dimensiune aparentă de aproximativ 0,5°).